# Dhupguri
Dhupguri è una suddivisione dell'India, classificata come census town, di 37.998 abitanti, situata nel distretto di Jalpaiguri, nello stato federato del Bengala Occidentale. In base al numero di abitanti la città rientra nella classe III (da 20.000 a 49.999 persone).

## Geografia fisica
La città è situata a 26° 36' 0 N e 89° 1' 0 E e ha un'altitudine di 79 m s.l.m..

## Società

### Evoluzione demografica
Al censimento del 2001 la popolazione di Dhupguri assommava a 37.998 persone, delle quali 19.972 maschi e 18.026 femmine. I bambini di età inferiore o uguale ai sei anni assommavano a 4.499, dei quali 2.334 maschi e 2.165 femmine. Infine, coloro che erano in grado di saper almeno leggere e scrivere erano 27.684, dei quali 15.517 maschi e 12.167 femmine.